# Kodak Disc
Le Kodak Disc est un ancien format de film photographique destiné au marché grand public. Il a été introduit par Kodak en 1982.

## Détails techniques
Le film se présente sous la forme d'un disque plat et est entièrement logé dans une cartouche en plastique. Chaque disque contient 15 vues de 10 × 8 mm, disposées à l'extérieur du disque, le disque pivotant de 24° entre les images successives.

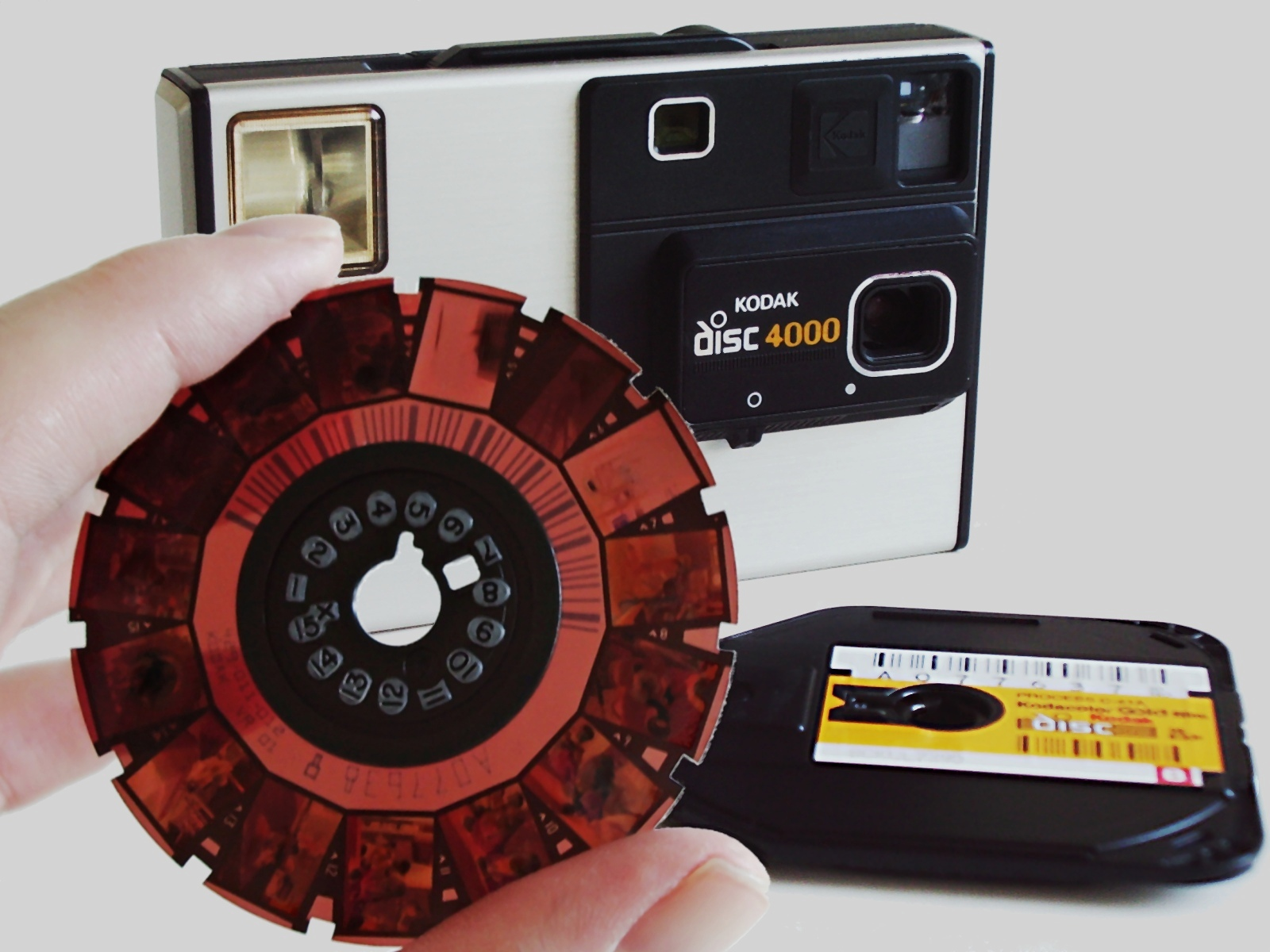
Kodak Film Disc.

Le système es un produit grand public et la plupart des appareils photo sont compacts sans capacité d'extension. Le Kodak Disc est plus compact et fin que les autres appareils photo. Les appareils photo sont simples à charger et à décharger et sont généralement entièrement automatisés. La cassette est dotée d'une glissière noire intégrée pour empêcher la lumière parasite d'atteindre le film lorsque le disque est retiré.
Comme le film tourne sur un disque plutôt que sur une bobine, la cassette est très fine. La nature plate du format a également permis d'obtenir un avantage potentiel plus important par rapport aux formats de cassettes à bobines incurvées (tels que les films Minox, 110 et 126). La production de ce format s'arrête en 1998 et les appareils en 1999.